# Youness Bellakhdar
Youness Bellakhdar, né le 17 juin 1987, est un footballeur marocain.

## Biographie

### Club
Il commence sa carrière au sein du Wydad de casablanca avant de rejoindre plusieurs clubs en Europe et au Moyen-Orient pour y effectuer des stages et des formations, tels que Royal Charleroi Sporting Club en Belgique, Club Sport Marítimo au portugal etc. En 2011 après un début de saison plus ou moins bon au Raja Club Athletic, le jeune joueur fut transféré à Olympique de Safi lors du mercato hivernal ou il effectua une bonne saison.

### Sélection en équipe nationale
| Caps | Date       | Match              | Lieu          | Score | Compétition    |
| 1    | 13/10/2012 | Maroc - Mozambique | Marrakech     | 4 - 0 | Elim. CAN 2013 |
| 2    | 24/03/2013 | Tanzanie - Maroc   | Dar-es-Salaam | 3 - 1 | Elim.CM 2014   |
| ---- | ---------- | ------------------ | ------------- | ----- | -------------- |

## Palmarès
Raja Club Athletic
- Championnat du Maroc de football
  - Champion en 2011

 FAR de Rabat
- Championnat du Maroc
  - Vice-champion en 2013

 WAC Casablanca
- Championnat du Maroc
  - Champion en 2017